# Trichosporum mjoebergii
Trichosporum mjoebergii är en tvåhjärtbladig växtart som beskrevs av Elmer Drew Merrill. Trichosporum mjoebergii ingår i släktet Trichosporum och familjen Gesneriaceae. Inga underarter finns listade i Catalogue of Life.